# Josef Jelínek (cestista)
Josef Jelínek (Kutná Hora, 30 dicembre 1966) è un ex cestista e allenatore di pallacanestro ceco, fino al 1992 cecoslovacco.
È il padre di David Jelínek

## Carriera
Con la Cecoslovacchia ha disputato i Campionati europei del 1987.

## Palmarès

### Giocatore
- Campionato cecoslovacco: 4

Zbrojovka Brno: 1985-86, 1986-87, 1987-88, 1989-90